# Élections législatives de 2012 dans la Manche
Les élections législatives françaises de 2012 se déroulent les 10 et 17 juin 2012. Dans le département de la Manche, quatre députés sont à élire dans le cadre de quatre circonscriptions, soit une de moins que lors des législatures précédentes, en raison du redécoupage électoral.

## Élus
|   | Circonscription | Député sortant    | Parti | Parti | Député élu ou réélu | Parti          | Parti          |
| - | --------------- | ----------------- | ----- | ----- | ------------------- | -------------- | -------------- |
| ≠ | 1re             | Philippe Gosselin |       | UMP   | Philippe Gosselin   |                | UMP            |
| ≠ | 2e              | Guénhaël Huet     |       | UMP   | Guénhaël Huet       |                | UMP            |
| ≠ | 3e              | Alain Cousin      |       | UMP   | Stéphane Travert    |                | PS             |
| ≠ | 4e              | Claude Gatignol   |       | UMP   | Bernard Cazeneuve   |                | PS             |
| – | 5e              | Bernard Cazeneuve |       | PS    | Siège supprimé      | Siège supprimé | Siège supprimé |

## Impact du redécoupage territorial
La disparition de la 5e circonscription (en fait, la 4e) entraîne des ajouts de cantons dans toutes les autres : les cantons de Montebourg et de Sainte-Mère-Église vont à la 1re ; ceux de Beaumont-Hague et de Quettehou à la 4e ; ceux de Barneville-Carteret, Bricquebec, La Haye-du-Puits, Les Pieux, Saint-Sauveur-le-Vicomte et de Valognes à la 3e, laquelle cède le canton de Granville à la 2e.

## Résultats

### Résultats à l'échelle du département
| Parti          | Parti                             | Premier tour | Premier tour | Second tour | Second tour | Sièges |
| Parti          | Parti                             | Voix         | %            | Voix        | %           | Sièges |
| -------------- | --------------------------------- | ------------ | ------------ | ----------- | ----------- | ------ |
|                | Parti socialiste                  | 70 030       | 31,85        | 56 797      | 34,29       | 2      |
|                | Parti radical de gauche           | 9 449        | 4,30         | 20 586      | 12,43       | 0      |
|                | Divers gauche dont MRC            | 7 839        | 3,56         |             |             | 0      |
|                | Europe Écologie Les Verts         | 6 975        | 3,17         | 0           |             |        |
|                | Majorité présidentielle           | 94 293       | 42,88        | 77 383      | 46,71       | 2      |
|                |                                   |              |              |             |             |        |
|                | Union pour un mouvement populaire | 78 555       | 35,72        | 88 277      | 53,29       | 2      |
|                | Divers droite dont DLR et PCD     | 4 599        | 2,09         |             |             | 0      |
|                | Alliance centriste                | 1 993        | 0,91         | 0           |             |        |
|                | Droite parlementaire              | 85 147       | 38,72        | 88 277      | 53,29       | 2      |
|                |                                   |              |              |             |             |        |
|                | Front national                    | 22 682       | 10,31        |             |             | 0      |
|                | Front de gauche                   | 8 209        | 3,73         | 0           |             |        |
|                | Mouvement démocrate               | 5 641        | 2,57         | 0           |             |        |
|                | Extrême droite                    | 1 665        | 0,76         | 0           |             |        |
|                | Extrême gauche dont LO et NPA     | 1 560        | 0,71         | 0           |             |        |
|                | Divers écologiste dont AÉI        | 583          | 0,27         | 0           |             |        |
|                | Divers                            | 115          | 0,05         | 0           |             |        |
|                |                                   |              |              |             |             |        |
| Inscrits       | Inscrits                          | 375 676      | 100,00       | 286 975     | 100,00      | 4      |
| Abstentions    | Abstentions                       | 152 062      | 40,48        | 115 870     | 40,38       |        |
| Votants        | Votants                           | 223 614      | 59,52        | 171 105     | 59,62       |        |
| Blancs et nuls | Blancs et nuls                    | 3 719        | 1,66         | 5 445       | 3,18        |        |
| Exprimés       | Exprimés                          | 219 895      | 98,34        | 165 660     | 96,82       |        |

### Résultats par circonscription

#### Première circonscription (Saint-Lô)
| Candidat       | Candidat                        | Parti                    | Premier tour | Premier tour | Second tour | Second tour |  |
| Candidat       | Candidat                        | Parti                    | Voix         | %            | Voix        | %           |  |
| -------------- | ------------------------------- | ------------------------ | ------------ | ------------ | ----------- | ----------- |  |
|                | Philippe Gosselin sortant réélu | UMP                      | 21 377       | 41,73        | 27 049      | 52,53       |  |
|                | Christine Le Coz                | PS                       | 19 282       | 37,64        | 24 440      | 47,47       |  |
|                | Denis Feret                     | RBM (FN)                 | 4 674        | 9,12         |             |             |  |
|                | Isabelle Le Cann                | FG (Divers gauche) (PCF) | 1 725        | 3,37         |             |             |  |
|                | Fernand Le Rachinel             | PDF                      | 1 665        | 3,25         |             |             |  |
|                | Jérôme Virlouvet                | EÉLV                     | 1 344        | 2,62         |             |             |  |
|                | Céline Vaudron                  | DLR                      | 534          | 1,04         |             |             |  |
|                | Sophie Hébert-Delaunay          | AÉI                      | 365          | 0,71         |             |             |  |
|                | Michèle Pohyer                  | LO                       | 259          | 0,51         |             |             |  |
|                |                                 |                          |              |              |             |             |  |
| Inscrits       | Inscrits                        | Inscrits                 | 86 501       | 100,00       | 86 504      | 100,00      |  |
| Abstentions    | Abstentions                     | Abstentions              | 34 510       | 39,9         | 33 894      | 39,18       |  |
| Votants        | Votants                         | Votants                  | 51 991       | 60,1         | 52 610      | 60,82       |  |
| Blancs et nuls | Blancs et nuls                  | Blancs et nuls           | 766          | 1,47         | 1 121       | 2,13        |  |
| Exprimés       | Exprimés                        | Exprimés                 | 51 225       | 98,53        | 51 489      | 97,87       |  |

#### Deuxième circonscription (Avranches)
| Candidat       | Candidat                    | Parti          | Premier tour | Premier tour | Second tour | Second tour |  |
| Candidat       | Candidat                    | Parti          | Voix         | %            | Voix        | %           |  |
| -------------- | --------------------------- | -------------- | ------------ | ------------ | ----------- | ----------- |  |
|                | Guénhaël Huet sortant réélu | UMP            | 24 482       | 42,86        | 31 814      | 60,71       |  |
|                | Gérard Sauré                | PRG (PS)       | 9 449        | 16,54        | 20 586      | 39,29       |  |
|                | Gérard Dieudonné            | diss. PS       | 7 839        | 13,72        |             |             |  |
|                | Marie-Françoise Kurdziel    | RBM (FN)       | 5 592        | 9,79         |             |             |  |
|                | Bernard Tréhet              | CpF (Divers)   | 4 740        | 8,30         |             |             |  |
|                | Jean Leguelinel             | EÉLV           | 1 933        | 3,38         |             |             |  |
|                | Patrice Cella               | FG (PCF) (PG)  | 1 876        | 3,28         |             |             |  |
|                | Olivier Pjanic              | DLR            | 928          | 1,62         |             |             |  |
|                | Laurence Derrey             | LO             | 288          | 0,50         |             |             |  |
|                |                             |                |              |              |             |             |  |
| Inscrits       | Inscrits                    | Inscrits       | 94 610       | 100,00       | 94 632      | 100,00      |  |
| Abstentions    | Abstentions                 | Abstentions    | 36 235       | 38,3         | 39 744      | 42          |  |
| Votants        | Votants                     | Votants        | 58 375       | 61,7         | 54 888      | 58          |  |
| Blancs et nuls | Blancs et nuls              | Blancs et nuls | 1 248        | 2,14         | 2 488       | 4,53        |  |
| Exprimés       | Exprimés                    | Exprimés       | 57 127       | 97,86        | 52 400      | 95,47       |  |

#### Troisième circonscription (Coutances)
| Candidat       | Candidat                  | Parti                   | Premier tour | Premier tour | Second tour | Second tour |  |
| Candidat       | Candidat                  | Parti                   | Voix         | %            | Voix        | %           |  |
| -------------- | ------------------------- | ----------------------- | ------------ | ------------ | ----------- | ----------- |  |
|                | Stéphane Travert élu      | PS                      | 23 010       | 37,43        | 32 357      | 52,38       |  |
|                | Alain Cousin sortant      | UMP                     | 21 094       | 34,32        | 29 414      | 47,62       |  |
|                | Carmen Masson             | RBM (FN)                | 7 178        | 11,68        |             |             |  |
|                | Marine Lemasson           | EÉLV                    | 2 424        | 3,94         |             |             |  |
|                | Christian Duvinage        | FG (PG) (Divers gauche) | 2 289        | 3,72         |             |             |  |
|                | Éric de Laforcade         | PCD                     | 2 086        | 3,39         |             |             |  |
|                | Gabriel Daube             | AC                      | 1 993        | 3,24         |             |             |  |
|                | Marie-Madeleine Mennesson | DLR                     | 544          | 0,89         |             |             |  |
|                | Chantal Girres            | NPA                     | 290          | 0,47         |             |             |  |
|                | Thi Mai Tram Tran         | LO                      | 226          | 0,37         |             |             |  |
|                | Jacqueline Goglio         | AÉI                     | 218          | 0,35         |             |             |  |
|                | Jean-Marie Grassi         | MPEN                    | 115          | 0,19         |             |             |  |
|                |                           |                         |              |              |             |             |  |
| Inscrits       | Inscrits                  | Inscrits                | 105 851      | 100,00       | 105 839     | 100,00      |  |
| Abstentions    | Abstentions               | Abstentions             | 43 237       | 40,85        | 42 232      | 39,9        |  |
| Votants        | Votants                   | Votants                 | 62 614       | 59,15        | 63 607      | 60,1        |  |
| Blancs et nuls | Blancs et nuls            | Blancs et nuls          | 1 147        | 1,83         | 1 836       | 2,89        |  |
| Exprimés       | Exprimés                  | Exprimés                | 61 467       | 98,17        | 61 771      | 97,11       |  |

#### Quatrième circonscription (Cherbourg)
|                | Bernard Cazeneuve sortant réélu | PS             | 27 738 | 55,39  |  |  |  |
|                | David Margueritte               | UMP            | 11 602 | 23,17  |  |  |  |
|                | Jean-Jacques Noël               | RBM (FN)       | 5 238  | 10,46  |  |  |  |
|                | Ralph Lejamtel                  | FG (PCF) (PG)  | 2 319  | 4,63   |  |  |  |
|                | Catherine Marrey                | EÉLV           | 1 274  | 2,54   |  |  |  |
|                | Cyril Bourdon                   | CpF (MoDem)    | 901    | 1,80   |  |  |  |
|                | Florence Valladeau              | DLR            | 507    | 1,01   |  |  |  |
|                | Nathalie Menard                 | NPA            | 293    | 0,59   |  |  |  |
|                | Isabelle Peltre                 | LO             | 204    | 0,41   |  |  |  |
|                |                                 |                |        |        |  |  |  |
| Inscrits       | Inscrits                        | Inscrits       | 88 710 | 100,00 |  |  |  |
| Abstentions    | Abstentions                     | Abstentions    | 38 076 | 42,92  |  |  |  |
| Votants        | Votants                         | Votants        | 50 634 | 57,08  |  |  |  |
| Blancs et nuls | Blancs et nuls                  | Blancs et nuls | 558    | 1,1    |  |  |  |
| Exprimés       | Exprimés                        | Exprimés       | 50 076 | 98,9   |  |  |  |

## Résultats de la présidentielle dans les circonscriptions
| Circonscriptions | François Hollande | Nicolas Sarkozy |
| ---------------- | ----------------- | --------------- |
| 1re              | 49,13 %           | 50,87 %         |
| 2e               | 44,67 %           | 55,33 %         |
| 3e               | 48,50 %           | 51,50 %         |
| 4e               | 58,14 %           | 41,86 %         |